# Kanton Mimizan
Der Kanton Mimizan war von 1790 bis 2015 ein französischer Wahlkreis im Arrondissement Mont-de-Marsan, im Département Landes und in der Region Aquitanien.

## Geschichte
Der Kanton wurde am 4. März 1790 im Zuge der Einrichtung der Départements als Teil des damaligen „Distrikts Mont-de-Marsan“ gegründet.
Mit der Gründung der Arrondissements am 17. Februar 1800 wurde der Kanton als Teil des damaligen Arrondissements Mont-de-Marsan neu zugeschnitten.
Siehe auch: Geschichte Département Landes und Geschichte Arrondissement Mont-de-Marsan.

## Gemeinden
| Gemeinde           | Einwohner Jahr | Fläche km² | Bevölkerungsdichte | Code INSEE | Postleitzahl |
| ------------------ | -------------- | ---------- | ------------------ | ---------- | ------------ |
| Aureilhan          | 1048 (2013)    | –          | – Einw./km²        | 40019      | 40200        |
| Bias               | 709 (2013)     | –          | – Einw./km²        | 40043      | 40170        |
| Mézos              | 853 (2013)     | –          | – Einw./km²        | 40182      | 40170        |
| Mimizan            | 6977 (2013)    | –          | – Einw./km²        | 40184      | 40200        |
| Pontenx-les-Forges | 1518 (2013)    | –          | – Einw./km²        | 40229      | 40200        |
| Saint-Paul-en-Born | 873 (2013)     | –          | – Einw./km²        | 40278      | 40200        |